# نهائي كأس أوروبا 1965
نهائي كأس أوروبا 1965 هي مباراة كرة قدم أقيمت في سان سيرو، ميلانو الإيطالية في 27 مايو 1965 لتحديد الفائز بكأس أوروبا. فاز النادي الإيطالي إنتر ميلان على النادي البرتغالي بنفيكا بنتيجة 1-0.

## تفاصيل
| إنتر ميلان       | 0-1   | بنفيكا |
| ---------------- | ----- | ------ |
| جير دا كوستا 42' | تقرير |        |